# Kōji Miyoshi
Kōji Miyoshi (jap. 三好 康児, Miyoshi Kōji; * 26. März 1997 in Kawasaki, Präfektur Kanagawa) ist ein japanischer Fußballspieler.

## Karriere

### Verein
Miyoshi erlernte das Fußballspielen in der Jugendmannschaft von Kawasaki Frontale. Hier unterschrieb er 2015 auch seinen ersten Profivertrag. Der Verein spielte in der höchsten Liga des Landes, der J1 League. 2015 spielte er achtmal in der J.League U-22 Selection. Diese Mannschaft, die in der dritten Liga, der J3 League, spielte, setzte sich aus den besten Nachwuchsspielern der höherklassigen Vereine zusammen. Das Team wurde mit Blick auf die Olympischen Sommerspiele 2016 in Rio de Janeiro gegründet. Die Auswahl der Spieler erfolgte auf wöchentlicher Basis aus einem Pool, für den jeder Verein förderungswürdige Talente benennen konnte; die Zusammensetzung der Mannschaft variierte daher sehr stark von Spiel zu Spiel. Für Frontale absolvierte er 31 Erstligaspiele. Mit dem Verein wurde er 2017 japanischer Meister. 2018 wurde er an den Erstligisten Hokkaido Consadole Sapporo nach Sapporo ausgeliehen. Für Sapporo stand er 26-mal in der ersten Liga auf dem Spielfeld. 2019 lieh in der Erstligist Yokohama F. Marinos aus Yokohama aus. Für Yokohama spielte er 19-mal in der ersten Liga. Zur Saison 2019/20 wechselte Miyoshi auf Leihbasis zum belgischen Erstligisten Royal Antwerpen. Es handelte sich dabei um seinen ersten Vertrag in Europa. Mit Antwerpen gewann er 2020 den belgischen Pokal. Im Endspiel besiegte man den FC Brügge mit 1:0. Nach der Ausleihe wurde er für eine Ablösesumme von 1,2 Mio. Euro fest verpflichtet.
In der Saison 2020/21 bestritt er 23 von 40 möglichen Spielen für Antwerpen, in denen er 3 Tore schoss, sowie ein Pokal- und acht Europapokal-Spiele. In der Folgesaison waren es 25 vom 40 möglichen Ligaspielen, in denen er ein Tor schoss, sowie fünf Spiele in der Europa League einschließlich Qualifikation mit zwei Toren. In der Saison 2022/23 kam er nur auf 10 von 40 möglichen Ligaspiele, in denen er ein Tor schoss, und auf 5 Qualifikationsspiele zur Conference League. Ab Anfang Oktober 2022 fiel er infolge eines Kreuzbandrisses aus. Erst im letzten Spiel der Saison wäre ein Einsatz wieder möglich gewesen, erfolgte aber nicht. Er beendete die Saison als belgischer Meister und Pokalsieger.
Ende Juni 2023 wechselte er zum englischen Verein Birmingham City, der in der EFL Championship, der zweithöchsten Liga, spielt und unterschrieb dort einen Vertrag mit einer Laufzeit von zwei Jahren. Am 30. August 2024 wurde bekannt, dass der 27‑jährige Japaner von Birmingham City zum VfL Bochum wechselte und damit in die deutsche Fußball-Bundesliga. Beim VfL unterschrieb er einen Vertrag, der bis zum 30. Juni 2028 datiert ist.

### Nationalmannschaft
Im Jahr 2019 debütierte Miyoshi für die japanische Fußballnationalmannschaft, als diese gastweise an der Copa América 2019 teilnahm. Er bestritt alle drei Gruppenspiele der Japaner.

## Erfolge
Kawasaki Frontale
- J1 League: 2017

Royal Antwerpen
- Belgischer Meister: 2022/23
- Belgischer Pokal: 2020, (2022/23 – ohne Einsatz)